# Галаванов, Александр Георгиевич
Александр Георгиевич Галаванов (1902, Тифлис, Российская империя — январь 1986) — советский организатор органов безопасности и правопорядка, государственный деятель, председатель исполкома Юго-Осетинской автономной области (1943—1948). Полковник.

## Биография
Член РКП(б) с 1921 года.
С 1924 года — в системе органов внутренних дел и государственной безопасности.
- 1924—1934 гг. — в системе ЧК-ГПУ при СНК Грузинской
- 1934—1935 гг. — начальник отделения Секретно-политического отдела УГБ НКВД ЗСФСР, начальник отделения Секретно-политического отдела УГБ Управления НКВД по Грузинской ССР,
- 1935—1937 гг. — начальник Управления НКВД по автономной области Юго-Осетии — Юго-Осетинской автономной
- 1937—1938 гг. — начальник IV-го отделения IV-го отдела УГБ НКВД Грузинской
- 1938—1943 гг. — начальник II-го отдела УГБ НКВД Грузинской ССР, заместитель начальника Секретно-политического отдела НКВД Грузинской ССР,
- май-июль 1943 г. — заместитель начальника II-го отдела НКГБ Грузинской ССР.

В 1943—1948 гг. — председатель исполнительного комитета областного совета Юго-Осетинской автономной области.
Избирался депутатом Верховного Совета СССР 2-го созыва.

## Награды и звания
Награжден орденом Ленина, Красной Звезды (1943 и 1945), двумя орденами Трудового Красного Знамени (1944, 1946), орденами Отечественной Войны I-й степени (1949) и II-й степеней.